# Up-T presents 一ノ瀬陽鞠のパカッとひまりん
『Up-T presents 一ノ瀬陽鞠のパカッとひまりん』（アップティー プレゼンツ いちのせひまりのパカッとひまりん）は、北陸放送（MROラジオ）で2022年1月2日から放送されているラジオのトーク番組。オリジナルTシャツのUp-T（アップティー）が単独協賛している。

## 概要
雑誌『Popteen』の元モデルの一ノ瀬陽鞠が、若者の最新トレンドや最近、ハマっていることなどを紹介していく番組。一ノ瀬のYouTubeチャンネル「ひまりんチャンネル」でも番組の収録風景を配信している。サブMCのけんけんは聞き手役を担当している。
メッセージはLINEやツイートで募集している。
丸井織物株式会社が手掛けるオリジナルTシャツ作成サービスのUp-Tがスポンサーについており、一ノ瀬やゲストがデザインしたグッズも販売されている。

## 番組コーナー
ふつおた・お悩み
一ノ瀬へのメッセージや悩みを募集し、紹介するコーナー。
ひまりんの弾き語りん
一ノ瀬がセレクトした曲を弾き語りするコーナー。
ひまりん川柳
一ノ瀬にまつわる川柳を紹介するコーナー。
この他、リスナーと電話をつなぐこともある。

## ゲスト
2022年
- 4月17日、24日 - 米倉れいあ[7][8]
- 5月15日、22日 - 桜木那智[9][10]
- 5月29日、6月5日 - 宇田川ももか[11]
- 7月10日、17日 - 三好佑季[12][13]
- 8月7日、14日 - 伊崎花菜[14][15]
- 8月21日、28日 - 吉田恵芽[16][17]
- 9月18日、25日 - 石川涼楓[18]
- 10月16日、23日 - NOA[19]
- 11月13日、20日 - 金丸さき[20]
- 12月18日、25日 - 大塚美波

2023年
- 1月8日、15日 - 関戸かのん[21]
- 2月12日、19日 - 後藤聖那[22]
- 3月5日、12日 - 大塚もか[23]
- 4月2日、9日 - 森下舞桜[24]
- 4月30日、5月7日 - 宮本和奏[25]
- 5月28日、6日5日 - 黒江こはる
- 6月25日、7月2日 - 熊谷真里
- 7月23日、30日 - 福間彩音

## 備考
山陽放送（RSKラジオ）『あもーれ!マッタリーノ』の月曜日「坂の盗耳」のコーナーで番組が紹介されたことがある。